# Antipathes sarothrum
Antipathes sarothrum är en korallart som beskrevs av Ferdinand Albin Pax 1932. Antipathes sarothrum ingår i släktet Antipathes och familjen Antipathidae. Inga underarter finns listade i Catalogue of Life.